# Чиновники Восточного дворца империи Тан
Чиновники Восточного дворца (империя Тан) — название квазигосударственного аппарата наследника танского императора. Название кит. упр. 東宮官, пиньинь dōnggōngguān, палл. Дунгун гуань связано с тем, что наследник престола жил во дворце к востоку от императорского, а этикет требовал не использовать высокий титул в повседневности, поэтому чиновников наследников называли: «чиновники восточного дворца».
Обслуживали персону наследника и готовили его к трону.

## Высшие

### Тайцзы Сань Шикит.太子太師Три наставника наследника престола
- Тайши кит. 太師 Великий наставник — ранг сопровождающий 1-й
- Тайфу кит. 太傅 Великий воспитатель — ранг сопровождающий 1-й
- Тайбао кит. 太保 Великий опекун — ранг сопровождающий 1-й

Все трое готовили наследника к титулу императора, наследник брал их поведение за образец. Наследник обращался к ним с почтением и уважением, как к учителям. Эти должности могли оставаться вакантными, если не было подходящих кандидатов.

### Тайцзы Сань Шаокит.太子太少Три младших наставника наследника престола
- Шаоши кит. 少師 Младший наставник — ранг сопровождающий 2-й
- Шаофу кит. 少傅 Младший воспитатель — ранг сопровождающий 2-й
- Шаобао кит. 少保 Младший опекун — ранг сопровождающий 2-й

Учили наследника добродетели на примере поведения старших наставников. Эти должности могли оставаться вакантными, если не было подходящих кандидатов.

### Тайцзы Бинькэкит.太子賓客Сопроводители наследника престола
- 4 Тайцзы Бинькэ кит. 太子賓客 Сопроводители наследника престола — ранг основной 3-й

Следили за этикетом во дворце и нравственностью наследника, увещевали его. Должность совмещалась с любой служебной, например с цзайсяном.
- Шиду кит. 侍讀 Чтецы-служители — ранг основной 3-й

Толковали канонические книги наследнику.

## Чжаньшифукит.詹事府Хозяйственное управление наследника престола
Это учреждение было настоящим университетом чиновников-конфуцианцев. В империи было довольно много учебных заведений, но по количеству студентов лидировали училища сюэ в составе гоцзыцзяня.
- 1 Чжанши кит. 詹事 Заведующий хозяйством : основной 3-й ранг.

Руководил хозяйством дворца и «армией» наследника
- 1 Шаочжанши кит. 少詹事 Младший заведующий хозяйством: сопровождающий 4-й высший ранг.

Помогал и дублировал чжанши.
- 2 Чэн кит. 丞 Помощник: основной 6-й высший ранг.

Ведает текущими делами, кадрами, отпусками, важными документами из правительства.
- 1 Чжубу кит. 主簿 Регистратор: сопровождающий 7-й высший ранг.
- 2 Сычжи кит. 司直 Ведающие правдой: основной 7-й высший ранг.

Проводили внутренние расследования при нарушениях.
- 2 Луши кит. 錄事 Секретарь: основной 9-й низший ранг.

## Цзо Чуньфанкит.左春坊Левый весенний двор
- 2 Шуцзы кит. 庶子 Сыновник : основной 4-й высший ранг.
- 2 Чжунъюня кит. 中允 Срединный справедливец: основной 5-й низший ранг.

Шуцзы и чжунъюни помогали и содействовали, сопровождали наследника. Редактировали ошибки в докладах на имя наследника. Вели секретарскую работу.
- 2 Сыилана кит. 司議郎 Молодец для увещевания : основной 6-й высший ранг.

Дублировали функции начальства. Записывали все важные дела наследника (визиты к императору, вояжи, жертвоприношения). Фиксировали благие и неблагие события, назначения, смерти высоких чиновников. Свои дневники отдавали в шигуань в конце года.
- 1 Юйдэ кит. 諭德 Левый наставляющий в добродетели : основной 4-й низший ранг.

Обучал наследника поведению дао и дэ. Давал ему пояснения, по необходимости порицал его. Сопровождал его в вояжах.
- 5 Цзаньшань дафу кит. 贊善大夫 Левых великих мужей, разъясняющих доброе : основной 5-й высший ранг.

Передавали поручения наследника адресатам. Помогали юйдэ в его обучении наследника. Занимались преподаванием конфуцианского канона сыновьям наследника престола (внукам императора).
- 2 Луши кит. 錄事 Секретари: сопровождающий 8-й низший ранг.
- 3 Чжуши кит. 主事 Делопроизводители: сопровождающий 9-й низший ранг.

### Чунвэньгуанькит.崇文館Институт поклонения словесности
Аналог хунвэньгуаня императора. В 656/657 году было 20 студентов.
- 2 Сюэши кит. 學士 Учёные: ранг неизвестен.

Ведали учебными материалами, преподают студентам, контролируют их старательности, выдвигают отличившихся в хунвэньгуань. В 758/59 одним из учёных был цзайсян, по совместительству.
- 2 Цзяошулан кит. 校書郎 Молодцы для сверки документов: сопровождающий 9-й низший ранг.

### Сыцзинцзюйкит.司經局Библиотечная служба
- 2 Сяньма кит. 洗馬 Прологатель путей: сопровождающий 5-й низший ранг.

Дословно «мойщик лошадей», при Цинь действительно ухаживали за лошадьми наследника, но при Цзинь (265-420) стали помогать его образованию, везти по жизни.
Сопровождали наследника. Ведали книгами, рукописями и рисунками во дворце.
- 3 Вэньсюэ кит. 文學 Учёные литераторы: основной 6-й низший ранг.

Ухаживали за книгами в библиотеками и хранили их по категориям. Выдавали книги наследнику.
- 4 Цзяошу кит. 校書 Сверщики: основной 9-й низший ранг.
- 2 Чжэнцзы кит. 正字 Правщики: сопровождающий 9-й высший ранг.

Проверяли тексты канонических книг.

### Дяньшаньцзюйкит.典膳局Служба кушаний
- 2 Дяньшаньлан кит. 典膳郎 Молодец при кушаньях: сопровождающий 6-й низший ранг.

Пробовали всю еду наследника, подносили ему её. Попеременно дежурили ночью, в случае, если наследник прикажет накрыть стол ночью.
- 2 Чэн кит. 丞 Помощники: основной 8-й высший ранг.
- Вспомогательные служащие: 6 чжуши (主食, кормители), 200 дяньши (典食, ведающие пищей) и другие.

### Яоцзянцзюйкит.藥藏局Служба лекарственной кладовой
- 2 Яоцзянлан кит. 藥藏郎 Молодец при лекарственной кладовой : сопровождающий 6-й низший ранг.

По рецепту лекаря, готовили лекарство для наследника и пробовали его совместно с одним из высших чиновников наследника и/или начальником стражи.
- 2 Чэн кит. 丞 Помощники: основной 8-й высший ранг.

### Нэйчжицзюйкит.內直局Служба внутренней правильности
- 2 Нэйчжилан кит. 內直郎 Молодец для внутренней правильности : сопровождающий 6-й низший ранг.

Занимались верительными бирками, печатями, одеждой, зонтами и веерами, столами, кистями, и тушечницами, стенами, оградами.
- 2 Чэн кит. 丞 Помощники: основной 8-й низший ранг.

### Дяньшэцзюйкит.典設局Служба устроения
- 2 Дяньшэлан кит. 典設郎 Молодец для внутренней правильности : сопровождающий 6-й низший ранг.

Занимались банями и купанием, влажными уборками дворцы, свечами и лампами, интерьерами. Выполняли некоторые ритуальные функции: готовили помещение для соблюдающего пост наследника.
- 2 Чэн кит. 丞 Помощники: основной 8-й низший ранг.

### Гуньмэньцзюйкит.宮門局Служба дворцовых врат
- 2 Дяньшэлан кит. 宮門郎 Молодец при дворцовых вратах : сопровождающий 6-й низший ранг.

Запирали и открывали комнаты. Например внешние двери запирались ночью и ставились водяные часы, когда вода истекала, били в гонг и открывали ворота.
- 2 Чэн кит. 丞 Помощники: основной 8-й низший ранг.
- Вспомогательные служащие: 100 мэньпу (門僕, привратники), и другие.

## Ю Чуньфанкит.右春坊Правый весенний двор
До 662 называлось «Двор документов наследника» (典書坊).
- 2 Шуцзы кит. 庶子 Сыновник : основной 4-й низший ранг.

Сопровождали наследника, передавали ему доклады и передавали его повеления по назначению.
- 2 Чжуншэжэнь кит. 中舍人 Срединный домочадец: основной 5-й низший ранг.

Содействуют шуцзы. Распределяют приказы наследника по назначению, в том числе, когда наследник исполняет полномочия императора.
- 4 Тайцзы шэжэнь кит. 太子舍人 Домочадец при наследнике престола : основной 6-й высший ранг.

Составляли и оформляли распоряжения наследников, составляли представления императору. Редактировали доклады наследнику.
- 8 Тунши шэжэнь кит. 通事舍人 Домочадец по препровождению : основной 7-й низший ранг.

Организовывали визиты служащих Восточного дворца к наследнику. По поручению наследника, формально справлялись о здоровье кого-либо.
- 1 Юйдэ кит. 諭德 Правый наставляющий в добродетели : возможно, основной 4-й низший ранг.
- 5 Цзаньшань дафу кит. 贊善大夫 Правый великих мужей, разъясняющих доброе : возможно, основной 5-й высший ранг.
- 1 Луши кит. 錄事 Секретари: возможно, сопровождающий 8-й низший ранг.
- 2 Чжуши кит. 主事 Делопроизводители: возможно, сопровождающий 9-й низший ранг.

## Цзялинсыкит.家令寺Домоправительствующий приказ
- 1 Цзялин кит. 家令 Домоправитель : сопровождающий 4-й высший ранг.

Ведал снабжением дворца провизией. В поездках ехал впереди наследника в лёгкой колеснице. При жертвоприношениях готовил пищу и вино. Передавал дары наследника кому-либо. Отвечал за все вещи дворца, кроме того, что приходило из Строительного управления, управления Малых Припасов.
- 2 Чэн кит. 丞 Помощники : сопровождающий 7-й низший ранг.

Ведали текущими делами. Оформляли реестры доходов дворца. Отправляли распоряжения в отдел кладовых. Распределяли налоги по угодьям наследника.
- 1 Чжубу кит. 主簿 Регистратор : основной 9-й низший ранг.

### Шигуаншукит.食官署Отдел кормления
Предоставляли еду и напитки наследника. Устраивал праздничные банкеты для чиновников. Делал особые угощения на праздник начала сезона.
- 1 Лин кит. 令 Начальник: сопровождающий 8-й низший ранг.
- 2 Чэн кит. 丞 Помощник : сопровождающий 9-й низший ранг.

### Дяньцаншукит.典倉署Отдел зернохранилищ
Хранил зерно, делал заготовки овощей. Хранил утварь, фонари и свечи. Снабжал одеждой рабов Восточного дворца.
- 1 Лин кит. 令 Начальник: сопровождающий 8-й низший ранг.
- 2 Чэн кит. 丞 Помощник : сопровождающий 9-й низший ранг.

### Сыцзаншукит.司藏署Отдел кладовых
Хранил и выдавал имущество со складов. Ведал строительством и ремонтом
- 1 Лин кит. 令 Начальник: сопровождающий 8-й низший ранг.
- 2 Чэн кит. 丞 Помощник : сопровождающий 9-й низший ранг.

## Люйгэнсыкит.率更寺Приказ правильности страж
- 1 Лин кит. 令 Начальник : сопровождающий 4-й высший ранг.

Ведал правилами этикета, исходящими из степеней знатности обитателей и посетителей дворца. Ритуалы и музыка. Выносил наказания и взыскания служащим. Проверял водяные часы. Сопровождал наследника в поездках, следуя за домоправителем.
- 1 Чэн кит. 丞 Помощник : сопровождающий 7-й низший ранг.

Подменял начальника. Вёл дознание при мелких нарушениях слуг.
- 1 Чжубу кит. 主簿 Регистратор : основной 9-й низший ранг.

Отвечал за печати. Проверял документы. Следил за соблюдением распорядка во всём. Следил за исполнением наказания для слуг, также за их законностью и обоснованностью.
- Вспомогательные служащие: 3 лоукэ боши (漏刻博士, затоки водяных часов), 6 чжанлоу (掌漏 ,занимающиеся водяными часами), 20 лоутун (漏童, дежурные при водяных часах) и другие.

## Пусыкит.僕寺Конюшенный приказ
- 1 Пу кит. 僕 Конюший : сопровождающий 4-й высший ранг.

Ведал средствами передвижения и лошадьми наследника. Также хранил оружие эскорта. Отвечал за проведение похорон. Лично управлял колесницей наследника.
- 1 Чэн кит. 丞 Помощник : сопровождающий 7-й высший ранг.

Ведал текущими делами. Составлял отчёт в Хозяйственное управление, о потребности в кормах для животных. Принимал фураж и распределял его.
- 1 Чжубу кит. 主簿 Регистратор : основной 9-й низший ранг.

Отвечал за печати и проверку документов. Следил за кормлением животных, состоянием транспорта и оружия эскорта.

### Цзюмушукит.廄牧署Отдел конюшен и пастбищ
- 1 Лин кит. 令 Начальник : сопровождающий 8-й низший ранг.
- 2 Чэн кит. 丞 Помощник : сопровождающий 9-й низший ранг.

Ведали колесницами и лошадьми. Их содержанием в конюшнях и выпасом на полях.
- 4 Дяньчэн кит. 典乘 Блюститель запряжек : сопровождающий 9-й низший ранг.

Обучали лошадей для колесниц.
- Вспомогательные служащие: 15 цзяши (駕士, возничие), 10 (獸醫 ветеринары) и другие.

## Гвардия
Будущему императору надлежало тренироваться в управлении гражданскими и военными службами, поэтому у него была собственные армейские соединения: тайцзы шуайфу кит. 太子率府 — «воеводовы дружины при наследнике престола»

## Цзо ю шайфукит.左右率府Левая и правая воеводовы дружины
2 гвардии, в каждой:
- 1 Шуай кит. 率 Воевода: основной 4-й высший ранг.

Распоряжался оружием, регалиями эскорта (儀衛). Расставляли стражу и почётный караул, в важные дни. Определяли смены бойцов гвардий и многое другое.
- 2 Фу Шуай кит. 副率 Воевода: сопровождающий 4-й высший ранг.
- 1 Чжанши кит. 長史 Главный администратор: основной 7-й высший ранг.

Занимался текущими делами гвардии и подчинённых дружин. Занимался составлением отчёта, о служебных заслугах офицеров и каждый год подавал его командованию для аттестаций.
- 1 Лиши цаньцзюньши кит. 錄事參軍事 Соучаствующий в делах секретарь: сопровождающий 8-й высший ранг.
- 1 Цанцао цаньцзюньши кит. 倉曹參軍事 Соучастник по делам отдела зернохранилищ: сопровождающий 8-й низший ранг.

Составлял списки гражданских служащих гвардии, занимался их жалованием и снабжением.
- 1 Бинцао цаньцзюньши кит. 兵曹參軍事 Соучастник по делам отдела личного состава: сопровождающий 8-й низший ранг.

Составлял списки служащих гвардии.
- 1 Чжоуцао цаньцзюньши кит. 胄曹參軍事 Соучастник по делам отдела шлемов: сопровождающий 8-й низший ранг.

Управлял всем снаряжением, заданиями, их постройкой и починкой.
- 1 Цицао цаньцзюньши кит. 騎曹參軍事 Соучастник по делам конного отдела: сопровождающий 8-й низший ранг.
- 1 Сыцзе кит. 司階 Ведающий лестницей: сопровождающий 6-й высший ранг.
- 2 Чжунхоу кит. 中候 Срединный караульный: сопровождающий 7-й низший ранг.
- 2 Сыгэ кит. 司戈 Ведающий клевцами: сопровождающий 8-й высший ранг.
- 3 Чжицзи кит. 執戟 Держащие алебарды: сопровождающий 9-й низший ранг.
- 10 Саньчаншан кит. 散長上 Необременённые бессменные: сопровождающий 9-й низший ранг.

### Сань фукит.三府Три дружины
Три дружины: ближняя (циньфу, 親府), заслуженная (сюньфу, 勳府) и блистательная (翊府, ифу).
Это элитные армейские соединения, солдаты которых, посменно становились гвардейцами наследника.
Нет ясности относительно состава этих дружит, так как в хронике (Синь Тан шу), указывалось, что «должности отменены» (員皆亡).
В каждой:
- 1 Чжунланцзян кит. 中郎將 Срединный молодец командующий: сопровождающий 4-й высший ранг.

Вместе с помощниками управлял дружиной, занимался всеми делами.
- 1 Цзо ланцзян кит. 左郎將 Левый молодец командующий: основной 5-й низший ранг.
- 1 Ю ланцзян кит. 右郎將 Правый молодец командующий: основной 5-й низший ранг.
- 1 Бинцао цаньцзюньши кит. 兵曹參軍事 Соучастник по делам отдела личного состава: сопровождающий 9-й высший ранг.

Занимался текущими делами, документами, регалиями почётного караула наследника (при важных приёмах).
- Стражи: ближние стражи кит. 親衛 циньвэй сопровождающего 7-го низшего ранга; заслуженные стражи кит. 勳衛 сюньвэй основного 8-го низшего ранга; блистательные стражи кит. 翊衛 ивэй сопровождающего 8-го высшего ранга.
- 5 Сяовэй кит. 校尉 Начальствующий пристав: сопровождающий 6-й высший ранг.
- 10 Люйшуай кит. 旅帥 Предводители рот: основной 7-й низший ранг.
- 20 Дуйчжэн кит. 隊正 Взводные исправники: сопровождающий 8-й низший ранг.

## Цзо ю сыюйшайфукит.左右司禦率府Левая и правая дружины обороны наследника
2 гвардии, в каждой:
- 1 Шуай кит. 率 Воевода: основной 4-й высший ранг.

Распоряжался оружием, регалиями эскорта (儀衛). Расставляли стражу и почётный караул, в важные дни. Определяли смены бойцов гвардий и многое другое.
- 2 Фу Шуай кит. 副率 Воевода: сопровождающий 4-й высший ранг.
- 1 Чжанши кит. 長史 Главный администратор: основной 7-й высший ранг.

Занимался ткущими делами гвардии и подчинённых дружин. Занимался составлением отчёта, о служебных заслугах офицеров и каждый год подавал его командованию для аттестаций.
- 1 Лиши цаньцзюньши кит. 錄事參軍事 Соучаствующий в делах секретарь: сопровождающий 8-й высший ранг.
- 1 Цанцао цаньцзюньши кит. 倉曹參軍事 Соучастник по делам отдела зернохранилищ: сопровождающий 8-й низший ранг.

Составлял списки гражданских служащих гвардии, занимался их жалованием и снабжением.
- 1 Бинцао цаньцзюньши кит. 兵曹參軍事 Соучастник по делам отдела личного состава: сопровождающий 8-й низший ранг.

Составлял списки служащих гвардии.
- 1 Чжоуцао цаньцзюньши кит. 胄曹參軍事 Соучастник по делам отдела шлемов: сопровождающий 8-й низший ранг.

Управлял всем снаряжением, заданиями, их постройкой и починкой.
- 1 Цицао цаньцзюньши кит. 騎曹參軍事 Соучастник по делам конного отдела: сопровождающий 8-й низший ранг.
- 1 Сыцзе кит. 司階 Ведающий лестницей: сопровождающий 6-й высший ранг.
- 2 Чжунхоу кит. 中候 Срединный караульный: сопровождающий 7-й низший ранг.
- 2 Сыгэ кит. 司戈 Ведающий клевцами: сопровождающий 8-й высший ранг.
- 3 Чжицзи кит. 執戟 Держащие алебарды: сопровождающий 9-й низший ранг.

Неясно, были ли у этих дружин подчинённые им войсковые соединения или они комплектовались другим способом.

## Цзо ю циндао шайфукит.左右清道率府Левая и правая дружины расчищения путей наследника
2 гвардии, в каждой:
- 1 Шуай кит. 率 Воевода: основной 4-й высший ранг.

Распоряжался оружием, регалиями эскорта (儀衛). Расставляли стражу и почётный караул, в важные дни. Определяли смены бойцов гвардий и многое другое. Вместе с гвардейцами патрулировал дворец. При поездках по стране формировали арьергард и авангард кортежа наследника.
- 2 Фу Шуай кит. 副率 Воевода: сопровождающий 4-й высший ранг.
- 1 Чжанши кит. 長史 Главный администратор: основной 7-й высший ранг.

Занимался текущими делами гвардии и подчинённых дружин. Занимался составлением отчёта, о служебных заслугах офицеров и каждый год подавал его командованию для аттестаций.
- 1 Лиши цаньцзюньши кит. 錄事參軍事 Соучаствующий в делах секретарь: сопровождающий 8-й высший ранг.
- 1 Цанцао цаньцзюньши кит. 倉曹參軍事 Соучастник по делам отдела зернохранилищ: сопровождающий 8-й низший ранг.

Составлял списки гражданских служащих гвардии, занимался их жалованием и снабжением.
- 1 Бинцао цаньцзюньши кит. 兵曹參軍事 Соучастник по делам отдела личного состава: сопровождающий 8-й низший ранг.

Составлял списки служащих гвардии.
- 1 Чжоуцао цаньцзюньши кит. 胄曹參軍事 Соучастник по делам отдела шлемов: сопровождающий 8-й низший ранг.

Управлял всем снаряжением, заданиями, их постройкой и починкой.
- 1 Цицао цаньцзюньши кит. 騎曹參軍事 Соучастник по делам конного отдела: сопровождающий 8-й низший ранг.
- 2 Сыцзе (левый и правый) кит. 司階 Ведающий лестницей: сопровождающий 6-й высший ранг.
- 4 Чжунхоу (левый и правый) кит. 中候 Срединный караульный: сопровождающий 7-й низший ранг.
- 2 Сыгэ (левый и правый) кит. 司戈 Ведающий клевцами: сопровождающий 8-й высший ранг.
- 6 Чжицзи (левый и правый) кит. 執戟 Держащие алебарды: сопровождающий 9-й низший ранг.

## Цзо ю цзяньмэнь шуайфукит.左右監門率府Левая и правая привратные воеводовы дружины наследника
- 1 Шуай кит. 率 Воевода: основной 4-й высший ранг.

Распоряжался оружием, регалиями эскорта (儀衛). Расставляли стражу и почётный караул, в важные дни. Определяли смены бойцов гвардий и многое другое. Охраняли дворцовые ворота. Проверяли вносимое и выносимое из дворца, были и запрещённые к проносу предметы, за это шуаи отвечали лично.
- 2 Фу Шуай кит. 副率 Воевода: сопровождающий 4-й высший ранг.
- 1 Чжанши кит. 長史 Главный администратор: (сопровождающий ?) 7-й высший ранг.

Занимался ткущими делами гвардии и подчинённых дружин. Занимался составлением отчёта, о служебных заслугах офицеров и каждый год подавал его командованию для аттестаций.
- 1 Лиши цаньцзюньши кит. 錄事參軍事 Соучаствующий в делах секретарь: основной 9-й высший ранг.
- 1 Бинцао цаньцзюньши кит. 兵曹參軍事 Соучастник по делам отдела личного состава: основной 9-й высший ранг.

Составлял списки служащих гвардии. По совместительству исполнял обязанности цинцао (倉曹, то есть заведовал зернохранилищами)
- 1 Чжоуцао цаньцзюньши кит. 胄曹參軍事 Соучастник по делам отдела шлемов: основной 9-й низший ранг.

Управлял всем снаряжением, заданиями, их постройкой и починкой.
- 78 Цзянмэнь чжичжан кит. 監門直長 Дежурные начальники превратной стражи: сопровождающий 7-й низший ранг.

## Цзо нэйшуайфукит.左右內率府Левая и правая внутренние воеводовы дружины наследника
- 1 Шуай кит. 率 Воевода: основной 4-й высший ранг.

Распоряжался оружием, регалиями эскорта (儀衛). Расставляли стражу и почётный караул, в важные дни. Определяли смены бойцов гвардий и многое другое. Отвечали за «стражу нетупящихся мечей» (千牛) и личных телохранителей (備身), расставляли их во время приёмов. Когда наследник занимался церемонией стрельбы из лука, шуай подавал ему лук, а фу шуай стрелы, костяной наперсник и кожаный наплечник. Шуай объявлял о результатах стрельбы.
- 2 Фу Шуай кит. 副率 Воевода: сопровождающий 4-й высший ранг.
- 1 Чжанши кит. 長史 Главный администратор: (сопровождающий ?) 7-й высший ранг.

Занимался ткущими делами гвардии и подчинённых дружин.
- 1 Лиши цаньцзюньши кит. 錄事參軍事 Соучаствующий в делах секретарь: основной 9-й высший ранг.
- 1 Бинцао цаньцзюньши кит. 兵曹參軍事 Соучастник по делам отдела личного состава: основной 9-й высший ранг.

Составлял списки служащих гвардии. По совместительству исполнял обязанности цинцао (倉曹, то есть заведовал зернохранилищами)
- 1 Чжоуцао цаньцзюньши кит. 胄曹參軍事 Соучастник по делам отдела шлемов: основной 9-й низший ранг.

Управлял всем снаряжением, заданиями, их постройкой и починкой.
- 44 цяньнюжэнь кит. 千牛人 стражи Не тупящихся мечей: сопровождающий 7-й высший ранг.